# Stranger (serie televisiva)
Stranger (비밀의 숲?, Bimir-ui supLR, lett. "La foresta dei segreti"; conosciuto anche come Secret Forest) è un drama coreano trasmesso su tvN dal 10 giugno al 30 luglio 2017, e in contemporanea su Netflix. In lingua italiana è stato reso disponibile sulla medesima piattaforma streaming.
La serie è stata una hit sia in patria che all'estero, ottenendo recensioni favorevoli per la trama serrata, le sequenze avvincenti e le ottime prestazioni degli attori. È stata inserita tra i miglior show del 2017 dal New York Times e ha vinto diversi riconoscimenti, incluso il Gran Premio per la televisione ai Baeksang Arts Award.

## Trama
Un procuratore senza emozioni unisce le forze con una detective cordiale per svelare la corruzione e la verità dietro un caso di omicidi seriali.

## Personaggi
- Hwang Shi-mok, interpretato da Cho Seung-woo, Gil Jung-woo (a 10 anni) e Song Eui-joon (a 15 anni)
- Han Yeo-jin, interpretata da Bae Doo-na
- Seo Dong-jae, interpretato da Lee Joon-hyuk
- Lee Chang-joon, interpretato da Yoo Jae-myung
- Young Eun-soo, interpretata da Shin Hye-sun

### Personaggi secondari
- Yoon Se-won, interpretato da Lee Kyu-hyung
- Kang Won-chul, interpretato da Park Sung-geun
- Kim Ho-sub, interpretato da Lee Tae-hyung
- Choi Young, interpretata da Kim So-ra
- Kim Woo-gyoon, interpretato da Choi Byung-mo
- Kim Soo-chan, interpretato da Park Jin-woo
- Jang Geon, interpretato da Choi Jae-woong
- Detective Team Leader, interpretato da Jeon Bae-soo
- Park Soon-chang, interpretato da Song Ji-ho

## Ascolti
| Episodio | Data di trasmissione | Dati AGB            | Dati AGB                   | Dati TNMS |
| Episodio | Data di trasmissione | A livello nazionale | Area metropolitana di Seul | Dati TNMS |
| -------- | -------------------- | ------------------- | -------------------------- | --------- |
| 1        | 10 giugno 2017       | 3,041%              | 3,627%                     | 3,2%      |
| 2        | 11 giugno 2017       | 4,148%              | 5,498%                     | 4,0%      |
| 3        | 17 giugno 2017       | 4,088%              | 4,420%                     | 3,6%      |
| 4        | 18 giugno 2017       | 4,170%              | 4,923%                     | 4,5%      |
| 5        | 24 giugno 2017       | 4,064%              | 5,203%                     | 3,7%      |
| 6        | 25 giugno 2017       | 4,082%              | 5,174%                     | 3,9%      |
| 7        | 1 luglio 2017        | 4,389%              | 4,888%                     | 4,0%      |
| 8        | 2 luglio 2017        | 4,154%              | 5,237%                     | 4,6%      |
| 9        | 8 luglio 2017        | 4,319%              | 5,506%                     | 4,3%      |
| 10       | 9 luglio 2017        | 4,834%              | 6,434%                     | 4,6%      |
| 11       | 15 luglio 2017       | 4,733%              | 5,709%                     | 5,0%      |
| 12       | 16 luglio 2017       | 5,511%              | 6,875%                     | 5,0%      |
| 13       | 22 luglio 2017       | 4,451%              | 5,582%                     | 4,4%      |
| 14       | 23 luglio 2017       | 5,447%              | 7,125%                     | 6,0%      |
| 15       | 29 luglio 2017       | 4,993%              | 6,240%                     | 5,1%      |
| 16       | 30 luglio 2017       | 6,568%              | 7,622%                     | 7,1%      |
| Media    | Media                | 4,562%              | 5,629%                     | 4,6%      |

## Colonna sonora
1. Without End (끝도없이) – Richard Parkers
2. Dust (먼지) – Everlua
3. Downpour (소나기) – Oohyo
4. Like a Monster (괴물처럼) – Tei
5. Smile (웃어요) – Sorae, Han Hee-jung
6. Forest of Secrets (비밀의 숲) – Yoon Do-hyun
7. As If To Love (사랑할 것 처럼) – Yoon Do-hyun
8. Wave (물결) – YEIN
9. Goodbye (굿바이 잘가요) – Peter Han
10. Ask (묻는다) – Jung Won-bo, Jun Sang-geun
11. Back In Time – Peter Han (피터한)
12. Forest of Secrets (비밀의 숲) – AA.VV.
13. Secret to Disappear (사라지는 비밀) – AA.VV.
14. Unknown Case (끝을 알 수 없는 사건) – AA.VV.
15. From Root to Tree (시초가 되는 나무) – AA.VV.
16. Crime Scene (범행 장소) – AA.VV.
17. Designed Truth (설계된 진실) – AA.VV.
18. An Empty Lead (공허한 단서) – AA.VV.
19. Price of Evil Silence (적폐 침묵의 대가) – AA.VV.
20. Regret (후회) – AA.VV.
21. Majestic (법불아귀) – AA.VV.
22. Hwang Shi-mol's Enemy (황시목의 적) – AA.VV.
23. Investigation Briefing (수사 브리핑) – AA.VV.
24. Criminal's Trace (범인의 흔적) – AA.VV.
25. Intent of Crime (범행의 의도) – AA.VV.
26. Interrogation (심문) – AA.VV.
27. That Day, That Time (그날, 그 시간) – AA.VV.
28. Lost Way (잃어버린 길) – AA.VV.
29. Soaking Emotions (스며드는 감정) – AA.VV.
30. Mystery In The Dark (어둠 속의 추리) – AA.VV.
31. The Suspect (용의자) – AA.VV.
32. Senselessness Attention (무감각의 시선) – AA.VV.
33. Decompose Root (썩은 뿌리) – AA.VV.
34. Chase (추격) – AA.VV.
35. The Suspect's Whereabouts (용의자의 행적) – AA.VV.
36. Hidden Evidence (감춰진 증거) – AA.VV.
37. Steam of Case (사건의 줄기) – AA.VV.
38. Internal Abandonment (내부이탈자) – AA.VV.
39. Suspicious Secrets (수상한 낌새) – AA.VV.
40. A Shaking Mind (흔들리는 마음) – AA.VV.
41. Trap (덫) – AA.VV.
42. Hazy Emotion (흐릿한 감정) – AA.VV.
43. Unseen Hand (보이지 않는 손) – AA.VV.
44. If You Get It Back (되돌릴 수만 있다면) – AA.VV.
45. Nervousness (신경전) – AA.VV.
46. Internal Enemy (내부의 적) – AA.VV.
47. Alibi (알리바이) – AA.VV.
48. Consideration (배려) – AA.VV.
49. Childhood Wound (어릴 적 상처) – AA.VV.

## Riconoscimenti
- The Seoul Award[9][10]
  - 2017 – Grand Prize
  - 2017 – Candidatura Best Actor a Cho Seung-woo
  - 2017 – Candidatura Best New Actress a Shin Hye-sun
- Baeksang Arts Award[11][12][13][14]
  - 2017 – Grand Prize (TV)
  - 2017 – Best Actor a Cho Seung-woo
  - 2017 – Best Screenplay a Lee Soo-yeon
  - 2017 – Candidatura Grand Prize (TV) a Cho Seung-woo
  - 2017 – Candidatura Best Drama
  - 2017 – Candidatura Best Director a Ahn Gil-ho
  - 2017 – Candidatura Best Supporting Actor a Yoo Jae-myung
  - 2017 – Candidatura Best New Actor a Lee Kyu-hyung